# Arema Malang
Arema Cronous FC je fotbalový klub z indonéského města Malang (provincie Východní Jáva). Klub je dvojnásobným mistrem země (2004 a 2010) a dvojnásobným vítězem poháru (2005 a 2006). Největším mezinárodním úspěchem bylo čtvrtfinále Poháru AFC 2012. V letech 2006 až 2007 a 2010 až 2011 Aremu vedl český trenér Miroslav Janů.

## Historie

### Legendární původ jména Aremy
Jméno Arema odkazuje na legendární postavu malangského folklóru zvanou Kebo Arema, který byl součástí krále Kertanegara ze Singhasari, když vládl království ve 13. století. Název království se vztahuje k čtvrti Singosari v Malang Regency, která se nachází několik mil severně od města Malang. Podle folklórní písně Panji Wijayakrama Kebo Arema zrušil vzpouru Kelany Bhayangkary, dokud nebyli všichni rebelové rozdrceni jako listy sežrané housenkami. Ve starověké knize Negarakertagama byl Kebo Arema také citován jako ten, kdo ukončil Cayaraja povstání. Kebo Arema také vedl expanzivní kampaně Kertanegara . Spolu s Mahisa Anengah, Kebo AREMA dobyli Pamalayu království naOstrov Sumatra se soustředil na to, co je nyní známé jako provincie Jambi , aby měl přístup do malacké úžiny. Hrdinství Kebo Aremy je málo známé, protože historické knihy se zaměřují na úspěchy Kertanegara jako nejvýznamnějšího krále Singhasari.